# Bound for Glory 2013
Bound for Glory 2013 è stata la nona edizione del pay-per-view prodotto dalla federazione Total Nonstop Action Wrestling (TNA).  L'evento si è svolto il 20 ottobre 2013 alla Viejas Arena di San Diego in California.

## Evento
Nella stessa serata ha avuto luogo la cerimonia per l'inserimento di Kurt Angle nella TNA Hall of Fame, l'istituzione del wrestling professionistico dedicato ai lottatori che sono ricordati come i migliori nella storia di Impact Wrestling.

## Risultati
| #        | Match | Stipulazioni                                                                                         | Durata |
| -------- | --- | --- | ------ |
| Pre-Show | The BroMans (Jessie Godderz e Robbie E) (con Phil Heath) hanno vinto eliminando per ultimi Eric Young e Abyss | Tag Team Gauntlet match per diventare Number One Contender al titolo TNA World Tag Team Championship | 22:14  |
| 1        | Chris Sabin (con Velvet Sky) ha sconfitto Manik (c), Austin Aries, Jeff Hardy e Samoa Joe                     | Ultimate X match per il titolo TNA X Division Championship                                           | 11:58  |
| 2        | The BroMans (Jessie Godderz e Robbie E) (con Phil Heath) hanno sconfitto Gunner e James Storm (c)             | Tag team match per i titoli TNA World Tag Team Championship                                          | 11:41  |
| 3        | Gail Kim ha sconfitto Brooke e ODB (c)                                                                        | Three-Way match per il titolo TNA Knockouts Championship                                             | 10:19  |
| 4        | Bobby Roode ha sconfitto Kurt Angle                                                                           | Single match                                                                                         | 20:58  |
| 5        | Ethan Carter III ha sconfitto Norv Fernum                                                                     | Single match                                                                                         | 03:26  |
| 6        | Magnus ha sconfitto Sting                                                                                     | Single match                                                                                         | 11:05  |
| 7        | A.J. Styles ha sconfitto Bully Ray (c) (con Brooke)                                                           | No Disqualification match per il titoloTNA World Heavyweight Championship                            | 20:28  |
|          | (c) = campione in carica al momento dell'inizio del match                                                     | |        |

### Tag team gauntlet match
Tag team gauntlet match per determinare gli sfidanti di Gunner e James Storm. Questa tabella è riferita al terzo incontro della tabella soprastante.
| Ordine | Team                                           | Eliminazione | Eliminati da  |
| ------ | ---------------------------------------------- | ------------ | ------------- |
| 1      | Bad Influence (Christopher Daniels e Kazarian) | 2°           | Young e Abyss |
| 2      | Chavo Guerrero e Hernandez                     | 1°           | Bad Influence |
| 3      | Eric Young e Abyss                             | 3°           | BroMans       |
| 4      | The BroMans (Robbie E e Jessie Godderz)        | Vincitori    |               |